# Den blå orkidé
Den blå orkidé er en dansk spillefilm fra 2019 instrueret af Carl Marott.

## Handling
Denne artikel mangler et handlingsreferat. Hjælp os med at skrive det.

## Medvirkende
- Joachim Fjelstrup
- Julie Grundtvig Wester
- Shelly Levy
- Al Agami